# William Blum
William Blum (New York, 6 marzo 1933 – Arlington, 9 dicembre 2018) è stato un giornalista, scrittore e storico statunitense.

## Biografia
Dipendente del Dipartimento di Stato degli Stati Uniti d'America, Blum lo abbandonò nel 1967 in polemica con le azioni degli USA durante la guerra del Vietnam. Fu quindi tra i fondatori del Washington Free Press, e fu in seguito giornalista freelance, oltre che negli Stati Uniti, in Europa e Sud America.
Tra il 1972 e il 1973 lavorò in Cile, e il colpo di Stato di Augusto Pinochet lo spinse ad investigare sulle attività del governo USA e della CIA nel resto del mondo. Nel 2006 Blum attirò ulteriormente l'attenzione dei media quando Osama bin Laden consigliò agli statunitensi la lettura del suo libro Rogue State: A Guide to the World's Only Superpower.